# Cyrus (Minnesota)
Cyrus ist eine Kleinstadt (mit dem Status „City“) im Pope County im US-amerikanischen Bundesstaat Minnesota. Das U.S. Census Bureau hat bei der Volkszählung 2020 eine Einwohnerzahl von 305 ermittelt.

## Geografie
Cyrus liegt im mittleren Westen Minnesotas am westlichen Ufer des Chippewa River, einem linken Nebenfluss des Minnesota River. Die geografischen Koordinaten von Cyrus sind 45°36′53″ nördlicher Breite und 95°44′17″ westlicher Länge. Das Stadtgebiet erstreckt sich über eine Fläche von 0,73 km².
Benachbarte Orte von Cyrus sind Kensington (21,3 km nördlich), Farwell (24,6 km nordnordöstlich), Lowry (26,5 km nordöstlich), Starbuck (16,1 km östlich), Hancock (16,6 km südsüdwestlich), Morris (15,6 km westlich) und Hoffman (28,1 km nordnordwestlich).
Die nächstgelegenen größeren Städte sind Fargo in North Dakota (185 km nordwestlich), Duluth am Oberen See (366 km nordöstlich), Minneapolis (226 km ostsüdöstlich), Minnesotas Hauptstadt Saint Paul (245 km in der gleichen Richtung) und Sioux Falls in South Dakota (287 km südsüdwestlich).

## Verkehr
Die Minnesota State Route 28 verläuft in West-Ost-Richtung als Hauptstraße durch Cyrus. Alle weiteren Straßen sind untergeordnete teils unbefestigte Fahrwege sowie innerörtliche Verbindungsstraßen.
Mit dem Starbuck Municipal Airport befindet sich 18 km östlich von Cyrus ein kleiner Flugplatz. Der nächste Großflughafen ist der Minneapolis-Saint Paul International Airport (243 km südsüdöstlich).

## Demografische Daten
Nach der Volkszählung im Jahr 2010 lebten in Cyrus 288 Menschen in 137 Haushalten. Die Bevölkerungsdichte betrug 394,5 Einwohner pro Quadratkilometer. In den 137 Haushalten lebten statistisch je 2,1 Personen.
Ethnisch betrachtet setzte sich die Bevölkerung zusammen aus 95,8 Prozent Weißen, 0,7 Prozent Afroamerikanern sowie 0,3 Prozent amerikanischen Ureinwohnern; 3,1 Prozent stammten von zwei oder mehr Ethnien ab.
23,3 Prozent der Bevölkerung waren unter 18 Jahre alt, 56,9 Prozent waren zwischen 18 und 64 und 19,8 Prozent waren 65 Jahre oder älter. 52,8 Prozent der Bevölkerung war weiblich.

Das mittlere jährliche Einkommen eines Haushalts lag bei 40.625 USD. Das Pro-Kopf-Einkommen betrug 22.358 USD. 11,7 Prozent der Einwohner lebten unterhalb der Armutsgrenze.